# Badminton 1932
Höhepunkt des Badmintonjahres 1932 waren die All England, die Irish Open und die Scottish Open.
==Internationale Veranstaltungen ==
| Veranstaltung | Herreneinzel        | Dameneinzel     | Herrendoppel                        | Damendoppel                      | Mixed                        |
| ------------- | ------------------- | --------------- | ----------------------------------- | -------------------------------- | ---------------------------- |
| All England   | Ralph Nichols       | Leoni Kingsbury | Donald C. Hume Raymond M. White     | Marjorie Barrett Leoni Kingsbury | Herbert Uber Betty Uber      |
| Irish Open    | Raymond M. White    | Betty Uber      | Donald C. Hume Ralph Nichols        | Marian Horsley Betty Uber        | Donald C. Hume Betty Uber    |
| Scottish Open | Willoughby Hamilton | Arthur Hamilton | Arthur Hamilton Willoughby Hamilton | Margaret Tragett C. T. Duncan    | Willoughby Hamilton M. Story |